# Compartiment de dames seules
Pour plus de détails, voir Fiche technique et Distribution.
Compartiment de dames seules est un film français réalisé par Christian-Jaque, tourné en 1934 et sorti en 1935.

## Synopsis
Le jour de son mariage, Robert avoue à son beau-père qu'il a, 20 ans plus tôt, profité de la solitude d'une dame se trouvant avec lui dans le train de Paris à Versailles. Sa belle-mère qui a entendu la conversation arrive à convaincre Robert que la dame, c’était elle et que sa fille est donc la fille de Robert....

## Fiche technique
- Titre original : Compartiment de dames seules
- Réalisation : Christian-Jaque
- Scénario : Jean-Henri Blanchon, d'après une pièce de Maurice Hennequin et Georges Mitchell
- Photographie : Louis Page, Harry Stradling Sr.
- Montage : André Versein
- Musique : Jacques Météhen et Pierre Fontaine exécutée par le Jazz de John Ellsworth
- Décors : Henri Ménessier et René Renoux
- Costumes : Mouna Katorza
- Son : Jacques Vacher
- Tournage : début le 07 décembre 1934[1]
- Pays d'origine :   France
- Producteur : Jean-Pierre Frogerais
- Distribution : Paramount Films
- Format :  Noir et blanc - 1,37:1 - 35 mm - son mono
- Genre : Comédie
- Durée : 66 minutes - 101 min[1]
- Année de sortie : 
  - France - 1er février 1935[1]

## Distribution
- Armand Bernard : Robert de Mérinville
- Ginette Leclerc : Isabella des Folies Bergère
- Alice Tissot : Mme Monicourt, la belle mère
- Louis Baron fils : Mr Petit-Roncin, l'avoué, amant d'Isabella
- Janine Merrey : Nicole, l'épouse de Robert
- Pierre Stephen : Philippe Thomery, le pique-assiette
- Christiane Delyne : Mme Petit-Roncin, la femme de l'avoué
- Pierre Larquey : Mr Monicourt, le beau-père
- Charles Lemontier : Firmin, le valet de chambre
- Régine Dancourt, Yolande Guibert, Jean Kolb, Robert Seller : non crédités